# Uwe Jun

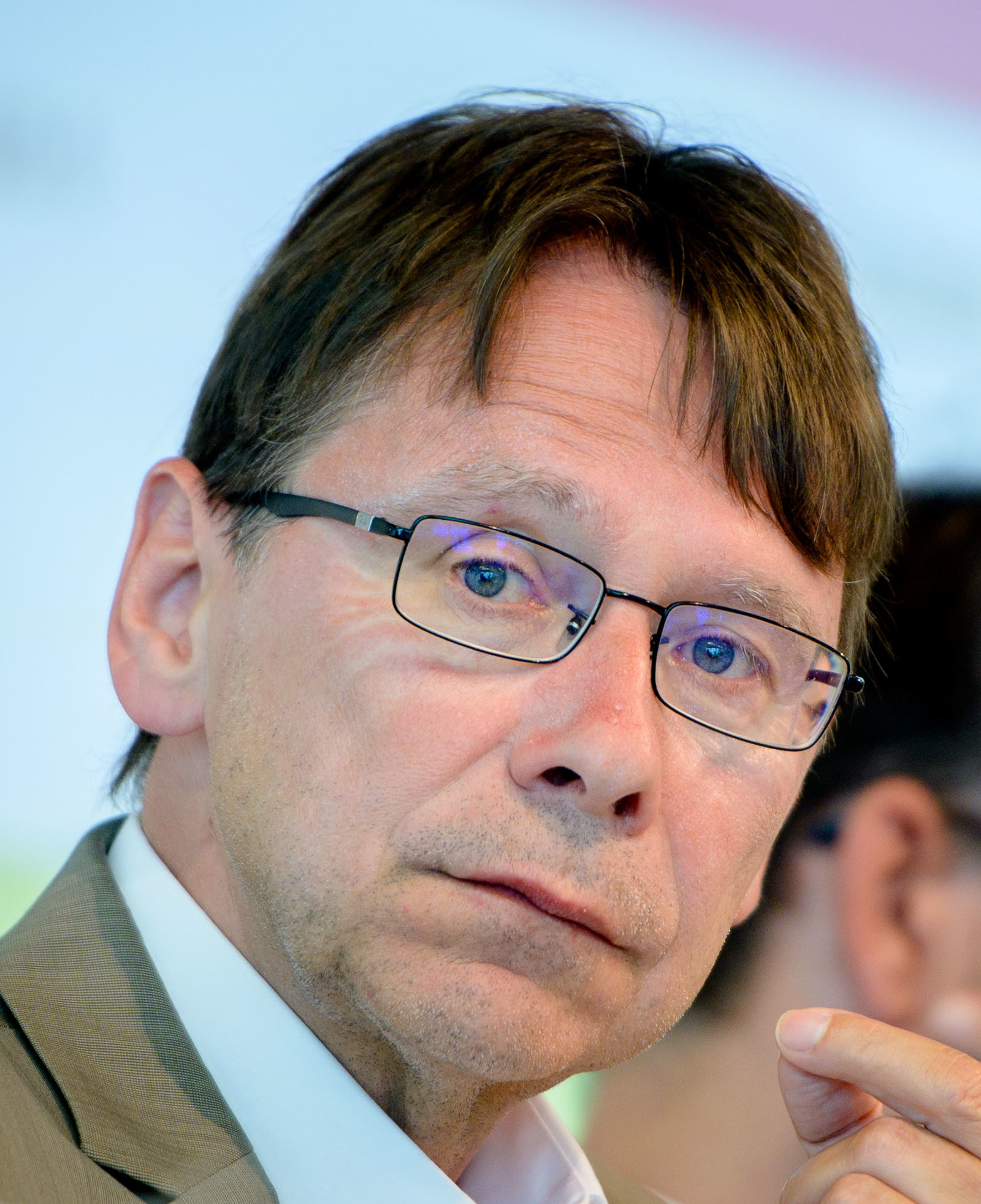
Uwe Jun, 2019

Uwe Jun (* 11. Februar 1963 in Braunschweig) ist ein deutscher Politikwissenschaftler und Professor an der Universität Trier.

## Leben
Nach dem Studium der Germanistik, Sozialwissenschaften und Philosophie in Braunschweig und Göttingen promovierte Jun 1993 an der Sozialwissenschaftlichen Fakultät der Universität Göttingen im Fach Politikwissenschaft zum Thema Koalitionsbildung in den deutschen Bundesländern.
Er war zudem wissenschaftlicher Mitarbeiter und Lehrbeauftragter am Zentrum für Europa- und Nordamerika-Studien der Sozialwissenschaftlichen Fakultät der Universität Göttingen sowie 1997/98 Weatherhead/Thyssen Research Fellow am Center for International Affairs der Harvard University in Cambridge/Ma. (USA).
Seine Habilitationsschrift Der Wandel von Großparteien im Vergleich reichte Uwe Jun an der Wirtschafts- und Sozialwissenschaftlichen Fakultät der Universität Potsdam im Jahr 2003 ein, an der er von 1998 bis 2004 wissenschaftlicher Assistent am Lehrstuhl „Regierungssystem der Bundesrepublik Deutschland“ war. 2004/2005 vertrat Jun die Professur für Vergleichende Politikwissenschaft und Systemlehre an der Philosophischen Fakultät II der Universität Würzburg.
Seit 2005 ist Uwe Jun Professor für „Regierungslehre – Westliche Regierungssysteme (Bundesrepublik Deutschland)“ an der Universität Trier. Von 2011 bis 2017 war er Dekan des Fachbereichs III, 2019 bis 2020 dann Prodekan. Im Februar 2023 wurde er erneut zum Dekan des Fachbereichs III gewählt.
Jun erhielt mehrere auswärtige Rufe: 2007 an die Universität Würzburg auf die Professur für Vergleichende Politikwissenschaft, 2009 an die Friedrich-Schiller-Universität Jena für das politische System Deutschlands und 2019 an die Georg-August Universität Göttingen für Demokratieforschung, nahm aber jeweils die Bleibeangebote in Trier an. Für das Jahr 2018 erhielt Jun von der Södertörns University in Stockholm eine Einladung als „Affiliated Professor“, die er annahm. Seit 2021 ist Jun Direktor des neu gegründeten Trierer Instituts für Demokratie- und Parteienforschung (TIDuP).
Uwe Jun ist seit vielen Jahren Sprecher des Arbeitskreises „Parteienforschung“ der Deutschen Vereinigung für Politische Wissenschaft (DVPW). Er ist Herausgeber der Schriftenreihen Parteien in Theorie und Empirie und Politik und Kommunikation.

## Schwerpunkte
Seine Forschungsschwerpunkte sind Parteienforschung, Vergleichende Parlamentarismusforschung, Föderalismus, Politische Kommunikation und Koalitionsforschung.

## Veröffentlichungen

### Monografien und Herausgaben
- Koalitionsbildung in den deutschen Bundesländern. Theoretische Betrachtungen, Dokumentation und Analyse der Koalitionsbildungen in den deutschen Bundesländern 1949 bis 1992. Leske & Budrich, Opladen 1994.
- Transnationale Parteienbünde zwischen Partei- und Weltpolitik. (zusammen mit Ernst Kuper). Peter Lang, Frankfurt/New York 1995.
- Das sozialdemokratische Modell. Organisationsstrukturen und Politikinhalte im Wandel. (Mit-Herausgeber, mit Jens Borchert, Lutz Golsch und Peter Lösche), Leske & Budrich, Opladen 1996.
- Nationales Interesse und integrative Politik in transnationalen parlamentarischen Versammlungen. (Mit-Herausgeber, mit Ernst Kuper), Leske & Budrich, Opladen 1997.
- Politische Theorie und Regierungslehre. Eine Einführung in die politikwissenschaftliche Institutionenforschung. (Mit-Herausgeber, mit Ludger Helms), Campus, Frankfurt am Main 2004.
- Der Wandel von Parteien in der Mediendemokratie. SPD und die britische Labour Party im Vergleich. Campus, Frankfurt am Main 2004.
- Kleine Parteien im Aufwind. Zur Veränderung der deutschen Parteienlandschaft. Campus, Frankfurt am Main 2006. (Mit-Herausgeber, mit Henry Kreikenbom und Viola Neu).
- Economic Efficiency – Democratic Empowerment: Contested Modernisation in Britain and Germany. (Mit-Herausgeber, mit Ingolfur Blühdorn), Lexington, Lanham/Md. 2007.
- Parteien und Parteiensysteme in den deutschen Bundesländern. (Mitherausgeber mit Melanie Haas und Oskar Niedermayer). VS Verlag, Wiesbaden 2008.
- Übertragbarkeit des „Evidence Based Policy Approach“ auf die deutsche Politik. (Zusammen mit Karsten Grabow). Bertelsmann-Stiftung, Gütersloh 2008.
- Zukunft der Mitgliederpartei. (Mit-Herausgeber mit Oskar Niedermayer und Elmar Wiesendahl). Verlag Barbara Budrich, Opladen/Farmington Hills 2009.
- Parteien als fragmentierte Organisationen. Erfolgsbedingungen und Veränderungsprozesse. (Mit-Herausgeber mit Benjamin Höhne). Verlag Barbara Budrich, Opladen/Farmington Hills 2010.
- 60 Jahre Bundesrat. (Mit-Herausgeber mit Sven Leunig). Nomos, Baden-Baden 2011.
- Parteienfamilien – Identitätsbestimmend oder nur noch Etikett. (Mit-Herausgeber mit Benjamin Höhne). Verlag Barbara Budrich, Berlin, Toronto 2012.
- Abkehr von den Parteien? Parteiendemokratie und Bürgerprotest. (Herausgeber, mit Benjamin Höhne und Oskar Niedermayer), Wiesbaden: Springer VS.
- Wandel und Kontinuität der politischen Kommunikation. (Mit-Herausgeber mit Michael Jäckel). Verlag Barbara Budrich, Berlin, Toronto 2015.
- Parteien in Staat und Gesellschaft. (Mit-Herausgeber mit Sebastian Bukow und Oskar Niedermayer). Springer VS: Wiesbaden 2016.
- Parteien unter Wettbewerbsdruck. (Mit-Herausgeber mit Sebastian Bukow). Springer VS: Wiesbaden 2017.
- Continuity and Change of Party Democracies in Europe. (Mit-Herausgeber mit Sebastian Bukow). Sonderheft der Politischen Vierteljahresschrift, Springer VS: Wiesbaden 2020.
- Parteien nach der Bundestagswahl 2017. Aktuelle Entwicklungen des Parteienwettbewerbs in Deutschland. (Mit-Herausgeber mit Oskar Niedermayer). Springer VS: Wiesbaden 2020.

## Belege
1. 1 2 3 4  Curriculum Vitae, uni-trier.de, abgerufen am 26. Februar 2020.

| Personendaten    | Personendaten        |
| ---------------- | -------------------- |
| NAME             | Jun, Uwe             |
| KURZBESCHREIBUNG | deutscher Politologe |
| GEBURTSDATUM     | 11. Februar 1963     |
| GEBURTSORT       | Braunschweig         |